# 박경완 (축구 선수)
박경완(한국 한자: 朴景浣, 1988년 7월 20일 ~ )은 대한민국의 전 축구 선수이며, 포지션은 미드필더였다.